# عبدی هیبا
عبدی هیبا یا عبدی هیبات یا عبدی خیبا فرمانروای اورشلیم و اطراف آن در اواسط سال‌های ۱۳۳۰ قبل از میلاد. اطلاعات دربارهٔ او از نامه‌های تل العمارنه به فرعون مصر اخناتون بدست آمده است، تعداد این نامه‌ها شش عدد (از EA 285 تا EA 290) است. نام او به معنیِ عبد (خادم) الهٔ هیبا (هبه یا هبا) که خدای هوریان است.